# 大洋洲諸語言
大洋洲諸語言可分為三個主要的地域群：

- 最大宗的南島語族，如馬來語 (印度尼西亞), 他加祿語 (菲律賓)，以及玻里尼西亞諸語 ，例如毛利語和夏威夷語
- 澳大利亞原住民語言，包括帕馬-恩永甘語系
- 巴布亞諸語言，分布於新幾內亞和鄰近的島嶼，包括跨新幾內亞語系。

南島語和巴布亞諸語的接觸、交流也成了混合語的誕生，如邁辛語。
殖民者帶來的語言則包括在澳大利亞、紐西蘭、夏威夷及許多其他地區的英語；在新喀里多尼亞和法屬玻利尼西亞的法語；在小笠原群島的日語; 在復活節島和加拉巴哥群島的西班牙語；以及在東帝汶的葡萄牙語。
還有許多當地原住民語與馬來語或殖民者語言混合後產生的克里奧爾語，例如巴布亞皮欽語、比斯拉馬語、皮京語、馬來語克里奧爾語、夏威夷皮欽語、諾福克語以及皮特肯語。
移民者也帶來了他們自己的語言，如在澳洲的華語、義大利語、阿拉伯語、粵語、希臘語和其他語言， 如斐濟的斐濟印地語。